# Одлян, или Воздух свободы
«Одлян, или Воздух свободы» — автобиографический роман Леонида Габышева, отразивший опыт пребывания автора в заключении в колонии для несовершеннолетних «Одлян». Прототипом Одляна стала колония в Нижнем Атляне на Урале. Написанный непрофессиональным литератором в 1982—1983 годах, роман был передан им для публикации Андрею Битову, однако опубликован в значительном сокращении в журнале «Новый мир» лишь в 1989 году. Роман вызвал широкий резонанс и стал самым известным произведением писателя. Впоследствии Габышев написал роман «Из зоны в зону» о жизни героя после освобождения.
Роман имеет посвящение: «Посвящается малолеткам», а также эпиграф из книги Премудрости Соломона. В 1990-е годы книга выдержала несколько переизданий в России и была переведена на несколько иностранных языков.

## Сюжет
Действие происходит в конце 1960-х — начале 1970-х годов в СССР. Главный герой повествования — подросток Коля Петров из села Падун Тюменской области. Его школьное прозвище Ян, по имени чешского героя Яна Жижки. Одного глаза у него нет, он был выбит ещё в детстве холостым выстрелом из ружья из-за попадания пыжа. Хотя у Коли есть родители, он воспитан улицей и с детства занимается воровством, в основном в Падуне и ближайшем городе Заводоуковске.
Основное действие романа начинается, когда Коле 15 лет и его выгоняют из 8-го класса школы. Коля совершает две кражи, часть ворованных вещей он отдаёт знакомым. С двумя друзьями они делают несколько попыток выкрасть в Падуне и соседних сёлах бланки аттестатов, чтобы подделать их и поступить в ПТУ, уехав из села. Однажды возле электрички они избивают мужчину, обкрадывая его, при этом потом выясняется, что мужчина умирает. Осенью Коля уезжает в Волгоград, где живёт его сестра, и поступает в строительный техникум. Там он становится свидетелем открытия мемориала на Мамаевом Кургане в присутствии первых лиц государства. Объявлена амнистия к 50-летию Октябрьской революции, и Коля надеется, что дела о его кражах не дойдут до суда. Однако зимой Колю, приехавшего в родное село на Новый год, арестовывают по обвинению в двух кражах; знакомые, которым он оставлял ворованные вещи, дают против него показания. На месяц до окончания следствия Коля попадает в СИЗО, в камеру к «малолеткам», где он проходит жестокий обряд «инициации» сокамерниками и подвергается физическим унижениям. Затем суд приговаривает его к трём годам лишения свободы.
Отбывать наказание Колю направляют в Челябинскую область, в воспитательную колонию для несовершеннолетних в Одляне, где ему сразу дают прозвище Хитрый Глаз (затем просто Глаз). Он подвергается постоянным избиениям и видит то же самое вокруг себя: одни воспитанники («воры», «роги», «бугры») входят в тюремную элиту и издеваются над остальными, некоторые полностью опустились и готовы выполнять любые приказания, кто-то пытается попасть в больницу или совершить новое преступление, чтобы перевестись в другую колонию, кто-то кончает с собой. Основной задачей Глаза становится пережить Одлян, хотя он не представляет, как это сделать, сохранив жизнь и разум и хотя бы частично здоровье. Он также надеется, выйдя из тюрьмы, возобновить переписку с девушкой Верой из Падуна, которая ему давно нравилась…
Глаз пишет в заводоуковскую милицию письмо, где говорит, что ему известны обстоятельства нераскрытого преступления. Через несколько месяцев его забирают на этап, и начинается долгое путешествие Глаза по тюрьмам и камерам. На вокзале он делает попытку убежать, будучи уверенным, что «в малолеток не стреляют», однако конвойный стреляет и ранит его в плечо. Дело о разбое, по которому Глаз хотел пройти как свидетель, раскрывают и признают Глаза и двух его товарищей виновными, в результате к прошлому сроку добавляют новый: теперь Глазу остаётся сидеть шесть с половиной лет. В Одлян его уже не направляют, потому что теперь он осуждён на усиленный режим. Глаз попадает в колонию под Грязовцем, где сидит до наступления 18-летия. К его удивлению, условия здесь не так суровы, как в Одляне, нет постоянных избиений, а благодаря поддержке одного из сотрудников удовлетворяют прошение Глаза о снижении срока. Отсидев в Грязовце, а потом во взрослой колонии четыре с половиной года, Глаз выходит на свободу, по-прежнему мечтая о встрече с Верой.

## История создания

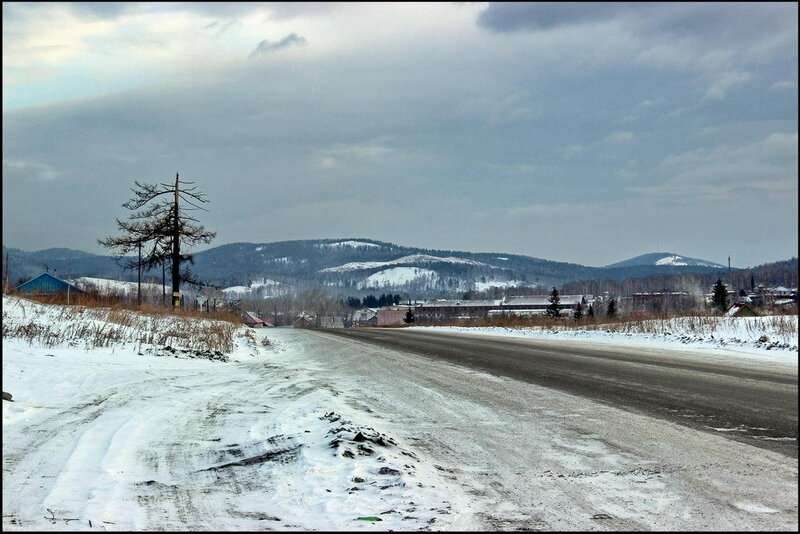
Вид на посёлок Нижний Атлян

Леонид Габышев, который, как и герой его романа, в детстве жил в селе Падун, а позже провёл в заключении пять лет, после освобождения из мест лишения свободы поселился в Волгограде. По свидетельству Константина Акутина, в середине 1970-х годов у его отца, филолога и писателя Юрия Модестовича Акутина, завязалась переписка с Габышевым, и его отец «предложил Габышеву стать писателем и изложить на бумаге историю своей жизни. И набросал Габышеву план работы над романом». Согласно подписи в конце романа, написан он был с сентября 1982 года по 16 августа 1983 года. В рукописи роман назывался «Атлян, или воздух свободы», поскольку «первый Лёнин концентрационный лагерь для детей был в посёлке Атлян», однако уже при печати «советская цензура превратила его в „Одлян“, таким образом государственная тайна не была раскрыта».
По словам самого Габышева в более поздних интервью, его роман в значительной степени автобиографичен: «Я рассказал о многом, что пережил сам. Но это не документальная повесть». Уходя от ответа, «был ли то литературный образ или существовала на самом деле загадочная Вера», он также говорил: «В моей книге — 95 % правды, а 5 — это не вымысел, а дополнение».
В 1983 году Габышев из Волгограда приехал в Москву для того, чтобы предпринять шаги к опубликованию романа. Роман, в рукописи насчитывавший более восьмисот страниц, в пяти копиях находился в футляре для аккордеона. Габышев собирался посетить нескольких известных писателей — Андрея Битова, Виктора Астафьева, Евгения Евтушенко и Анатолия Приставкина. Он также делал попытки встретиться с Георгием Владимовым и Василием Беловым. В случае, если они не помогут, у Габышева «был запасной план: прыгать через забор американского посольства вместе с футляром и передать роман американцам для публикации на Западе». Один экземпляр рукописи романа Габышев закопал в землю.
По воспоминаниям Андрея Битова, осенью 1983 года Габышев («коренастый молодой человек странного и грозного вида, с огромным портфелем») пришёл к нему домой и предложил за сутки прочитать его книгу, мотивируя это так: «Так вы же не оторвётесь». До публикации романа, однако, прошло ещё шесть лет: его журнальный вариант (первые три из четырёх частей романа, в сокращении) вышел в «Новом мире» (№ 6—7) в 1989 году. Помимо Андрея Битова, помощь с первой публикацией Габышеву оказали Борис Мессерер и Белла Ахмадулина. В 1990 году небольшой фрагмент романа, не вошедший в первую публикацию, был напечатан в журнале «Парус». В том же году полная версия романа была опубликована отдельной книгой в издательстве «Молодая гвардия», и затем трижды переиздавалась в составе сборников.
В 1992 году роман был издан во Франции под названием «ГУЛАГ для детей» (фр. Le Goulag des enfants). Роман также переводился на чешский язык (чеш. Odljan neboli Vzduch svobody). В 2014 году на Amazon.com появилась цифровая версия английского перевода первой части романа.

## Отзывы
Ксения Филимонова отмечает, что «Одлян» вышел почти одновременно не только с «Архипелагом ГУЛАГ» Солженицына и «Колымскими рассказами» Шаламова, но и с «Верным Русланом» Владимова, «Крутым маршрутом» Гинзбург, «Зоной» Довлатова. С одной стороны, роман Габышева «идеально вписался в новую волну шоковой прозы, разрушавшей представления читателей об идеализированной советской реальности»: его повествование «относилось к тому виду перестроечной публицистической и книжной продукции, которую за ее документальность, натуралистичность, обращение к сюжетам из жизни „низов“ и критики, и читатели называли „чернухой“». Однако, вместе с тем, Габышев «описывает то, о чём до него никто не рассказывал: тюремный опыт ребенка, выживающего в страшных обстоятельствах, которые созданы взрослыми, чьи представления о воспитании сводятся к разнообразным вариациям побоев, пыткам ледяным карцером и голодом, постоянным угрозам столкнуть в выгребную яму». В результате Габышев «безжалостно развенчивает миф о счастливом советском детстве с его пионерией, оздоровительными лагерями и всеобщим оптимизмом». Кроме того, он «вытаскивает на свет ещё одну тему, неприятную для читателя, воспитанного на советских мифологемах: в СССР воровство не аномалия»: ежедневное мелкое воровство «не только не считалось зазорным, но и, наоборот, было признаком особенной доблести».
Критик заключает, что Габышев «всё же сумел стать отдельным, абсолютно самостоятельным явлением», а его роман — это «действительно новая литература»: «Это проза катастрофического опыта, которой совершенно не подходят солженицынские методы реализма XIX века».
Андрей Битов высказался о романе Габышева следующим образом:

Это страшное, это странное повествование! По всем правилам литературной науки никогда не достигнешь подобного эффекта. (…) Жизнь, о которой он пишет, сильнее любого текста. Её и пережить-то невозможно, не то что о ней повествовать.

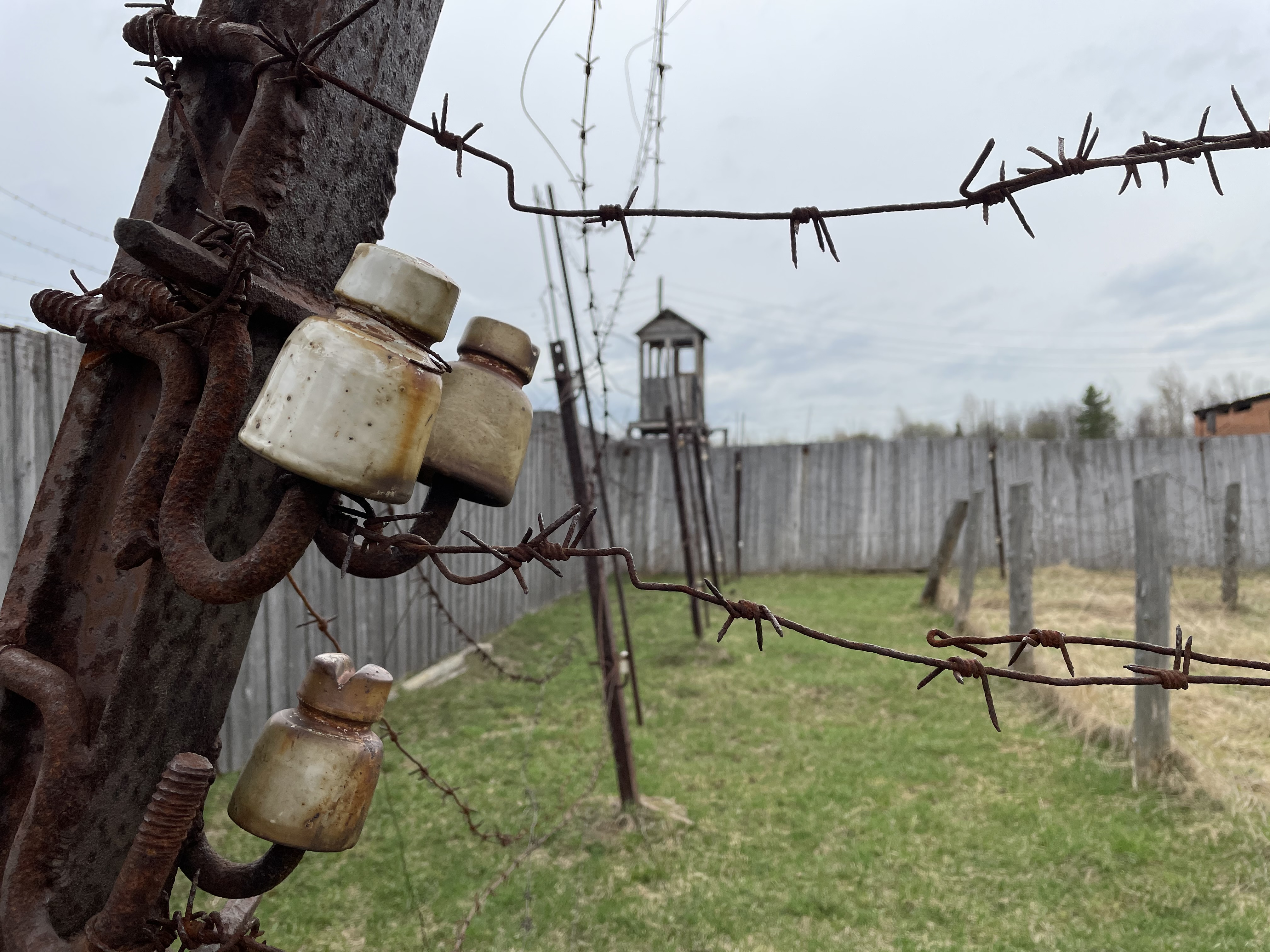
Одна из исправительно-трудовых колоний советского времени

По мнению Битова, при чтении книги «воздухом зоны вы начинаете дышать с первой страницы и с первых глав, посвящённых еще вольному детству героя. Здесь всё — зона, от рождения. (…) Это детские годы крестьянского внука, обретающего свободу в зоне, постигающего её смысл, о котором слишком многие из нас, проживших на воле, и догадки не имеют».
Сходную оценку роману даёт Дмитрий Быков: по его словам, роман «Одлян» — это «очень страшная книга», «действительно великая и страшная вещь», «наверное, всё-таки самый страшный документ советской лагерной литературы». Произведение Габышева и повесть Наума Нима «До петушиного крика» — «два самых страшных текста о советских лагерях и вообще о лагерной психологии, которая в России является всосанной буквально с воздухом, с кислородом». Быков также называет героя «Одлян» «выживальщиком», а сам роман «хроникой конформиста», проводя параллель с романом «Обитель» Захара Прилепина: «Такого героя-конформиста, который меняет имена и лица, по сути дела, первым описал Габышев и показал, что для этого героя возвращения нет, и прощения нет, и жизни для него нет».
Исследователь советской литературы Ной Шнейдман говорит о принадлежности романа Габышева к направлению «жёсткой прозы», куда также можно отнести Сергея Каледина, и которому свойствен реализм, граничащий с натурализмом и физиологическим очерком. Он также отмечает, что хотя тема «Одляна» и интересна, его стиль достаточно посредственный и скучноватый (англ. the prose is pedestrian and unimaginative), герои плохо развиты и быстро забываются, а длинное повествование о поступках главного героя не сопровождается никаким психологическим анализом.

## Издания
- Л. Габышев. Одлян, или Воздух свободы // Новый мир, 1989, № 6, с. 149—237; № 7, с. 85—133.
- Л. Габышев. Люсик // Парус, 1990, № 8, с. 34.
- Л. Габышев. Одлян, или Воздух свободы: Роман; Предисл. А. Битова. — М.: Молодая гвардия, 1990. — 413 с. ISBN 5-235-01438-3
- Л. Габышев. Одлян, или Воздух свободы: Роман. — М.: Фирма «Флюгер» МИКП «ИннКо», 1992. — 236 с. — ISBN 5-900289-01-X
- Л. Габышев. Одлян, или Воздух свободы: Романы, дневник-исповедь, рассказы. — М.: ЭКСМО, 1994. — 638 c. — ISBN 5-85585-125-7
- Л. Габышев. Сочинения (романы, дневник-исповедь, рассказы); Предисл. А. Битова. — Харьков: Ра; Фолио, 1994. — 672 c. — ISBN 5-7150-0118-8
- Г. Подлесских, А. Терешонок. Воры в законе; Л. Габышев. Одлян, или Воздух свободы. — Серия: Зона риска. — М.: Вече, 1995. — 608 с. ISBN 5-7141-0277-0

## Адаптации
В 1990 году Альберт Авходеев поставил в Волгоградском театре юного зрителя спектакль «Одлян, или Воздух свободы». По словам Татьяны Даниловой:

Вырванное из темноты софитами, ярко освещённое место действия — сценическая установка, где происходило самое страшное событие спектакля — протаскивание героя через отверстия отхожего места, — вызывало неподдельный ужас и запомнилось как пекло ада, через которое проходил юный герой «Одляна». Этот сильный образ был создан режиссёрскими средствами и врезался в память острой болью за предельное поругание человека. Боль за человека и стала тем зерном, которое оправдывало беспощадную подлинность спектакля.